# 寂厳
寂厳（じゃくごん、元禄15年9月17日（1702年11月6日） - 明和8年8月3日（1771年9月11日））は、江戸時代中期の真言宗の僧。備中・足守藩の藩士の家の生まれとされる。俗姓は富永氏。字は諦乗。備中国都羅島（現在の岡山県倉敷市内）宝島寺の僧。墨書に秀でて、近世四大書僧あるいは江戸時代中期の桑門三筆とも呼ばれる。

## 略歴
9歳で出家し、1706年受戒（数え年5歳）、1712年得度（数え年11歳）とも言われ、備中国浅口郡の普賢院超染律師に師事し仏性戒・両部灌頂を受けた。その後諸国を遊学して梵学を特に熱心に学んだ。元文元年（1736年）京都御室五智山蓮華寺に入り曇寂に師事して醍醐法流の印璽を受け、さらに和泉国家原寺で具支灌頂を受け、宝暦10年（1760年）長谷寺常明から地蔵院流の秘奥を受けた。その一方で、自らも備中国宝島寺を中心に密教を布教し、多くの悉曇（しったん）関係の著作を残した。明和4年（1767年）倉敷玉泉寺に退き、そこで亡くなった。

## 関連文献
- 釈道契「備中宝島寺沙門寂厳伝」『続日本高僧伝』 巻第四、鴻盟社、1884年10月3日、21–22頁。
- 高見章夫、花土文太郎 編「寂厳」『岡山県人名辞書』岡山県人名辞書発行所、1918年5月25日、196頁。
- 永山卯三郎 編「第九十三章 寂厳と寂律」『倉敷市史』 第9冊、名著出版、1973年12月20日（原著1962年12月）、447–548頁。
- 岡山県総合文化センター（編）「おかやま人物往来(40) 寂厳」（PDF）『岡山県総合文化センターニュース』第406号、岡山県総合文化センター、1998年7月10日、3頁。